# Hypnopädie
Hypnopädie bezeichnet Methoden zum Lernen im Schlaf.

## Menschheitswunsch
Die Vorstellung, Wissen ohne Anstrengung im Schlaf zu erwerben, ist ein alter Menschheitswunsch.
Berichten zufolge praktizierten Privatlehrer im alten Griechenland die Methode, ihren Schülern Texte im Schlaf einzuflüstern, bei denen sie tagsüber Mühe hatten, sie sich einzuprägen. Während des Schlafens war das Einprägen intensiver als während des Wachseins.
In den USA erschien erstmals 1923 eine Mitteilung darüber, dass in einer Marineschule in Florida das Morsealphabet im Schlaf erlernt worden sei.

## Im Schlaf Lernbares
Gute Merkfähigkeit ist allgemein von drei Faktoren abhängig: vom Grad der Aufmerksamkeit, vom zu lernenden Material (es muss für den Lernenden bedeutsam sein, damit es eine gut ausgeprägte emotionelle Erregbarkeit hervorrufen kann) und von der Überführung der Lerninformation vom Kurzzeit- ins Langzeitgedächtnis.
Laut Untersuchungen konnte Hypnopädie bisher dazu beitragen, Texte, Vokabeln, Schemata oder Tabellen besser einzuprägen und den gesamten Lernprozess zu unterstützen.
Nach dem aktuellen Forschungsstand ist es jedoch nicht möglich, mit der Hypnopädie logische Zusammenhänge zu lernen.

## Beispiel einer Versuchsanordnung im Schlafforschungszentrum
Es wurden Lernende zum Versuch zugelassen, die über einen guten psychischen und physischen Gesundheitszustand verfügten und nicht unter Schlafstörungen litten.

EEG Alpha-Wellen, entspannter Wachzustand

EEG Theta-Wellen, vermehrt in leichten Schlafphasen mit Reaktion nur noch auf wichtige oder starke Umweltreize

Vor dem zu Bett gehen sollte der zu lernende Text laut gelesen werden. Anschließend sollte sich der Lernende entspannen, und ihm wurde beim Einschlafen eine Tonaufnahme des Lernmaterials präsentiert, die gegen Ende immer leiser gesprochen war. Vor dem Wecken am Morgen wurde der Tonträger erneut abgespielt, nach dem Aufwachen las der Lernende den Text nochmals laut und im Laufe des Tages wurde der Wissensstoff überprüft.
Diese Kurse liefen je nach Informationsmenge zwei bis drei Wochen.
Dabei wurden die besten Ergebnisse gemessen, wenn das Einprägen mit Hilfe der Hypnopädie in einem Zustand geschah, bei dem ein Alpharhythmus einer EEG-Aufzeichnung vorlag, was einem
entspannten Wachzustand entspricht. Auch im Einschlafstadium war noch Einprägen möglich, wenn das EEG den flachen Thetarhythmus anzeigt (Das entspricht dem NONREM-Stadium 1). Somit ist die Hypnopädie eine Lernmethode, die als solche ernst zu nehmen ist.

## Weitere Möglichkeiten beim Lernen im Schlaf
Eine Studie mit drei verschiedenen Testgruppen ergab, dass der Einsatz des gleichen Duftstoffes beim Vokabellernen, Schlafen und darauffolgenden Testen der Lernergebnisse den Lernerfolg verbessert.

## Dystopie
Die Praktik der Hypnopädie ist jedoch von Wissenschaftlern umstritten und findet sich u. a. in dem futuristischen Endzeitroman Schöne neue Welt von Aldous Huxley wieder, wo Hypnopädie zur Abrichtung und Beeinflussung der Menschen verwendet wird.

## Videos
- Manfred Spitzer: Lernen im Schlaf (Memento vom 31. März 2007 im Internet Archive). RealVideo aus der BR-alpha-Reihe „Geist und Gehirn“ (ca. 15 Minuten)